# Жаба йосемітська
Жаба йосемітська (Anaxyrus canorus) — вид середніх за розміром (4,4 — 7 см завдовжки) жаб, поширений в горах Сьєрра-Невада в Каліфорнії. Нагадує західну американську жабу, але має гладку шкіру. Самці та самиці мають дуже різний колір шкіри. Самці мають бліду або темно-маслинову шкіру з маленькими темними плямами або без них, а самиці мають яскраві плями по всьому тілу. Зазвичай не мають спинної смуги.